# Кастелфорте
Кастелфорте (итал. Castelforte) је насеље у Италији у округу Латина, региону Лацио.
Према процени из 2011. у насељу је живело 2676 становника. Насеље се налази на надморској висини од 52 м.

## Становништво
| 1936. | 1951. | 1961. | 1971. | 1981. | 1991. | 2001. | 2011. |
| ----- | ----- | ----- | ----- | ----- | ----- | ----- | ----- |
| 6.720 | 6.999 | 7.065 | 6.723 | 6.227 | 6.344 | 4.518 | 4.401 |